# Томич, Пётр Иванович
Пётр Иванович Томич (1838—1911) — российский государственный деятель, генерал-лейтенант, военный губернатор Карсской области.

## Биография
Из дворян Саратовской губернии. Родился 14 декабря 1838 года. Окончив курс в Константиновском кадетском корпусе и Николаевской академии Генерального штаба, в 1863 году - в самом конце Кавказской войны - назначен на службу в главный штаб Кавказской армии. В 1864 году назначен состоять для особых поручений по части Генерального штаба в штаб войск Дагестанской области. В 1865 году назначен старшим помощником старшего адъютанта окружного штаба Кавказского военного округа. В 1868 году назначен старшим адъютантом этого штаба. В 1870 году назначен начальником штаба местных войск Закавказского края. В 1876 году назначен главным инспектором Военно-Грузинской дороги. В 1878 году назначен начальником штаба местных войск Кавказского военного округа, в том же году назначен состоять для особых поручении при Его Императорском Высочестве Главнокомандующем Кавказской армией великом князе Михаиле Николаевиче, а в следующем году назначен состоять в распоряжении Его Высочества. В 1880 году исполняющий должность начальника Кавказского почтового округа. В 1883 году назначен на должность военного губернатора Карсской области. С 22 апреля 1898 года до конца жизни — член Совета Министерства внутренних дел.

## Награды
- Орден Святого Станислава 3-й степени (1861), 1-й (1888) степеней
- Орден Святой Анны 3-й (1867), 2-й (1874), 1-й (1891) степеней
- Орден Святого Владимира 4-й (1877), 3-й (1880), 2-й (1896) степеней
- Орден Белого орла (9.4.1900)
- Орден Святого Александра Невского (1908)
- Медаль «За покорение Западного Кавказа» 1859—1964 гг.
- Медаль «В память царствования императора Александра III»
- Медаль «В память русско-турецкой войны 1877—1878»
- Медаль «За труды по первой всеобщей переписи населения» 1897 г.
- знак Красного Креста
- знак отличия «24 Ноября 1866 г.» за поземельное устройство государственных крестьян.

Иностранные награды
- Персидский орден Льва и Солнца 2-й степени (1882)
- турецкий орден Меджидие 1-й степени (1893)